# ¿Qué diablos es la tal homeopatía?
¿Qué diablos es la tal homeopatía? es una historieta realizada por el popular caricaturista mexicano Rius (Eduardo del Río). Narra de manera amena y sencilla, con la característica dosis de humor negro y sátira política que distingue al autor, quién fue Samuel Hahnemann, cuál es el origen de la homeopatía, cómo funciona y, desde su punto de vista, por qué esta medicina es tan criticada.

## Historia
De acuerdo con la página www.comics.org, la historieta ¿Qué diablos es la tal homeopatía? se publicó originalmente en 1968, siendo el número 57 de la serie Los Agachados. Consta de 32 páginas y fue impresa por Editorial Posada
.
Para la edición de esta historieta, Rius se apoyó en la opinión del doctor Roberto Mendiola Quezada, “uno de los grandes médicos homeópatas de México. Él supo de mi deseo por hacer un número de la historieta Los Agachados dedicado a la homeopatía, y por eso me proporcionó diversos materiales que fueron adaptados al cómic”.
De acuerdo con el autor, la intención original de esta historieta fue crear un libro, pero el proyecto se fue postergando y las condiciones ideales nunca se dieron. Explica Rius en la contraportada de la reedición de 2014 del cómic: “Siempre quise convertir este breve cuadernillo en un libro, pero no he tenido el tiempo y el ánimo necesarios para hacerlo. Ya no me siento en edad para emprender esa chamba (tengo 80 años). Ni modo”.
¿Qué diablos es la tal homeopatía? Se ha reimpreso al menos en dos ocasiones; una de ellas fue en ocasión de un aniversario de la Escuela Nacional de Medicina y Homeopatía (IPN), y en 2014 ha sido reeditada por Propulsora de Homeopatía (Similia).